# جمال‌الدین اسحاق
جمال‌الدین اسحاق یک سیاست‌مدار اهل افغانستان است. وی والی (فرماندار) ولایت بادغیس افغانستان بود. از میزان ۱۳۹۴ تا ۱۵ ثور ۱۳۹۷ این منصب را عهده‌دار بود.
| پیشین: احمدالله علیزی | فرماندار ولایت بادغیس، افغانستان میزان ۱۳۹۴ تا ۱۵ ثور ۱۳۹۷تا مارس | پسین: عبدالغفور ملک‌زی |